# Студёнка (река, впадает в Забельское озеро)
Студёнка — река в России, протекает по территории Гдовского района Псковской области, впадает в озеро Забельское (бассейн Желчи). Длина реки составляет 13 км.

## Данные водного реестра
По данным государственного водного реестра России относится к Балтийскому бассейновому округу, водохозяйственный участок реки — Водные объекты бассейна оз. Чудско-Псковское без р. Великая, речной подбассейн реки — подбассейн отсутствует. Относится к речному бассейну реки Нарва (российская часть бассейна).
По данным геоинформационной системы водохозяйственного районирования территории РФ, подготовленной Федеральным агентством водных ресурсов:
- Код водного объекта в государственном водном реестре — 01030000312102000027459
- Код по гидрологической изученности (ГИ) — 102002745
- Код бассейна — 01.03.00.003
- Номер тома по ГИ — 2
- Выпуск по ГИ — 0